# Wild Turkey (bourbon)
Il Wild Turkey è un tipo di bourbon prodotto a partire dal 1940 dall'omonima distilleria di Lawrenceburg, negli Stati Uniti.

## Storia
I fratelli Ripy costruirono la distilleria Wild Turkey nel 1869 vicino Lawrenceburg, nel Kentucky. Durante il Proibizionismo la distilleria cessò la produzione, che verrà in séguito ripresa. Nel 1952, l'azienda fu acquistata dai fratelli Gould e nel 1980 divenne proprietà della Pernod Ricard, che nel 2009 l'ha ceduta alla Davide Campari-Milano.

## Whiskey prodotti
L'azienda commercializza diverse varianti del bourbon, come il Wild Turkey 101, il Wild Turkey Rare Breed, la Russell's Reserve ed il Kentucky Spirit.